# Beta Lupi
Kekouan eller Beta Lupi (β Lupi, förkortad Beta Lup, β Lup), som är stjärnans Bayer-beteckning, är en ensam stjärna i mellersta delen av stjärnbilden Vargen. Den har en magnitud på 2,68 och är väl synlig för blotta ögat. Baserat på parallaxmätning inom Hipparcosuppdraget på ca 8,5 mas, beräknas den befinna sig på ett avstånd av ca 383 ljusår (117 parsek) från solen.

## Egenskaper
Beta Lupi är en blå till vit jättestjärna av spektralklass B2 III och har en massa som är ca 8,8 gånger solens massa, en radie som är ca 6,6 gånger solens radie och avger ca 10 000 gånger mer energi än solen från dess fotosfär vid en effektiv temperatur på ca 24 100 K.
Beta Lupi är en variabel Beta Cephei-variabel med en dominerande oscillationsperiod på 0,232 dygn. Den har en gemensam rörelse genom rymden med Upper-Centaurus Lupus undergrupp i Scorpius-Centaurus OB-förening, den till solen närmaste sådan samförflyttande förening av massiva stjärnor. Den har en hög egenrörelse på mer än 50 mas per år, vilket tyder på en signifikant tvärhastighet.
Med en ålder på ca 25 miljoner år ligger Beta Lupi nära slutet av sin vätefas, där väte genom nukleär fusion blir till elementheliumet och den kommer att bli en röd supergiant stjärna. Med ca 8,8 solmassor kan den ha tillräcklig massa för att avsluta sitt liv som en typ II-supernova, men det finns även möjlighet att den blir en vit dvärg.